# Horia, Brăila
Horia este un sat în comuna Surdila-Greci din județul Brăila, Muntenia, România.
Satul Horia este cel mai tânăr sat component al comunei Surdila Greci. El a luat ființă și s-a format ca vatră de localitate în jurul anilor 1945-1947. Inundațiile din acești ani au făcut ca locuitorii unor așezări din lunca inundabilă a râului Buzău să fugă din calea apelor și să caute alte zone mai ridicate care să-i ferească de acest pericol. Așa se face ca cea mai mare parte a satului Nisipuri, dar nu numai, să se așeze pe actuala vatră a localității care a căpătat denumirea de Horia. 
Prefacerile din punct de vedere politico-social, atât imediat dupa terminarea celui de al Doilea Război Mondial, cât și după instaurarea regimului comunist, au influențat evoluția acestei noi așezări, care a început să se dezvolte treptat, iar după naționalizarea mijloacelor de producție și înființarea CAP-urilor, pe lângă cei care au înființat mica localitate, s-au așezat aici numeroase familii sosite din județul Buzău, buni cunoscători în ale creșterii animalelor, care, împreună cu ceilalți, lucrează aceste pământuri și dezvoltă sectorul zootehnic.